# Archanara flava
Archanara flava là một loài bướm đêm trong họ Noctuidae.